# Francis Scott Key

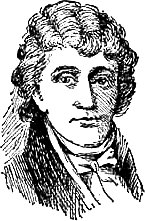
Francis Scott Key (1779–1843)

Francis Scott Key (* 1. August 1779 im Carroll County, Maryland; † 11. Januar 1843 in Baltimore, Maryland) war ein amerikanischer Rechtsanwalt und Gelegenheitsdichter.

## Leben
Während des Krieges von 1812 wurde Key Augenzeuge des britischen Bombardements auf Fort McHenry in Baltimore. Er war an Bord eines britischen Kriegsschiffs gebracht worden, um die Freilassung eines Freundes zu erwirken, dem man zur Last legte, britischen Deserteuren Obdach gegeben zu haben. Das englische Oberkommando erklärte sich bereit, beide wieder freizulassen, aber aus Sicherheitsgründen wurden sie über Nacht an Bord belassen, während die Flotte das Fort attackierte. Als er im Morgengrauen die Flagge der Vereinigten Staaten immer noch über der Festung wehen sah, inspirierte ihn das zu dem Gedicht The Defense of Fort McHenry, in dem er den Widerstandswillen und den Sieg seiner Landsleute feierte.

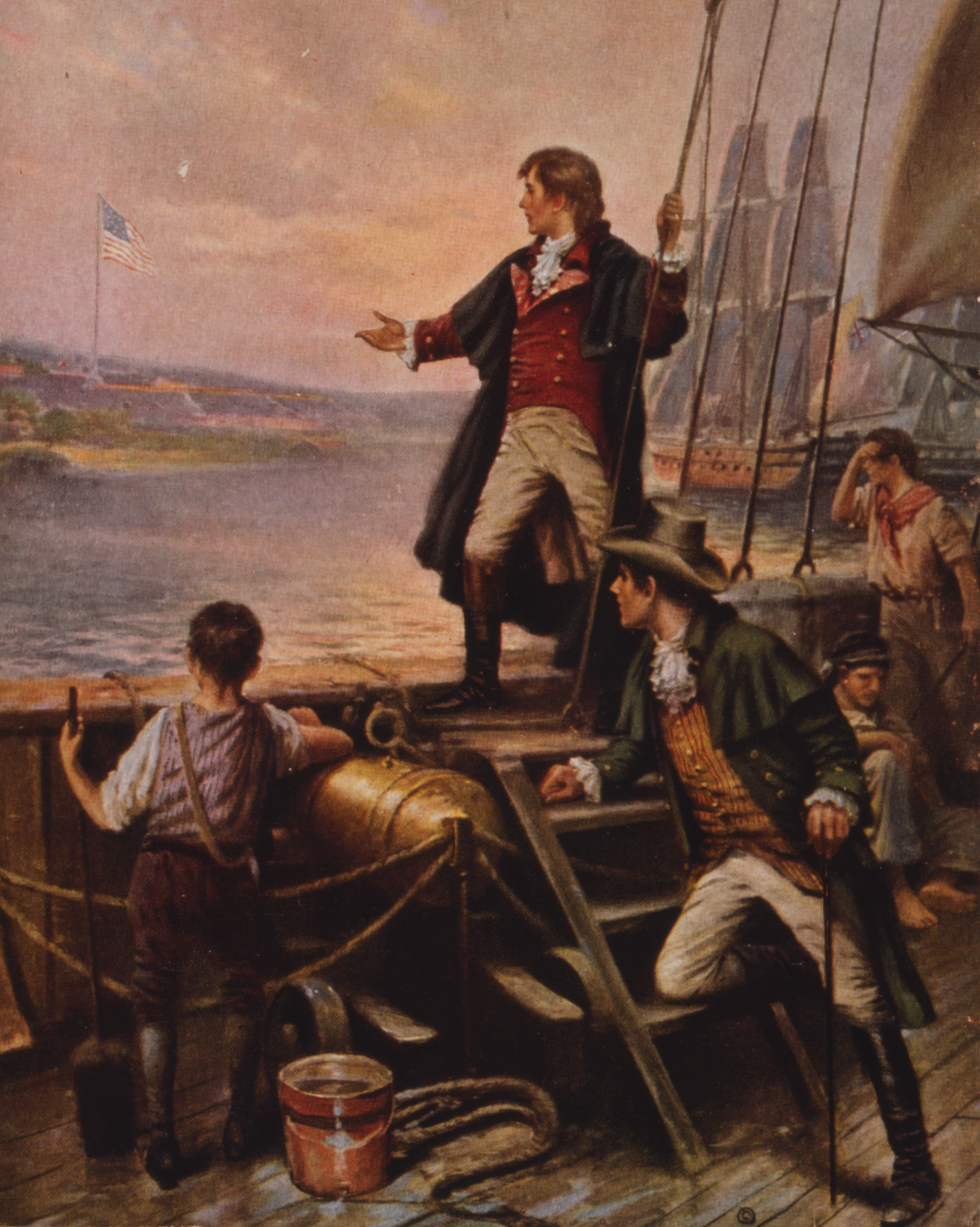
Francis Scott Key auf einem Gemälde von Percy Moran

Später wurde ein populäres Musikstück (To Anacreon in Heaven des englischen Komponisten John Stafford Smith) daruntergelegt und 1931 unter dem Namen The Star-Spangled Banner zur amerikanischen Nationalhymne gemacht.
Zu Ehren Francis Scott Keys wurden eine Brücke in Baltimore und eine Brücke in Washington, D.C. nach ihm benannt; die United States Navy benannte ein Atom-U-Boot nach ihm, die Francis Scott Key (Kennung: SSBN-657).
Als Rechtsanwalt soll sich Francis Scott Key für die Aufrechterhaltung des Sklavereirechts eingesetzt haben. Aus diesem Grund wurde am 20. Juni 2020 im Rahmen der Black-Lives-Matter-Proteste eine Statue seiner Person im San Francisco Park niedergerissen.
Key fungierte von 1833 bis 1841 als Bundesstaatsanwalt für den District of Columbia. Er war ein Urgroßonkel des Schriftstellers F. Scott Fitzgerald. Er starb im Alter von 63 Jahren an einer Rippenfellentzündung.
Seine Tochter Alice (* um 1825; † 1886) war mit dem US-Senator George H. Pendleton verheiratet.